# Конмин (ван Корьо)
Конмин (кор. 공민, 恭愍, Gongmin, Kongmin); ім'я при народженні Ван Чон (кор. 왕전, 王顓, Wang Jeon, Wang Chŏn; 23 травня 1330 — 27 жовтня 1374) — корейський правитель, тридцять перший володар Корьо.

## Біографія
Був сином вана Чхунсука та дядьком свого попередника, вана Чхунджона.
У 12 років відправлений заручником у Китайську імперію, де правила монгольська династія Юань. Там він одружився з принцесою Ногук з правлячої династії. Через 10 років Конмин повернувся на батьківщину і, після усунення з трону свого племінника, зайняв престол Корьо у 1351.
Попри свої зв'язки з Юань, скористався занепадом китайської імперії та розпочав реформи, спрямовані на віддалення від Юань. Йому вдалося зменшити залежність своєї держави від монголів, а також повернути до складу Корьо історичні корейські землі на півночі Корейського півострова.
У перший же рік свого правління Конмин скасував монгольські звичаї, що нав'язувалися Корьо, зокрема носіння монгольських зачісок та одягу. 1356 року він завдав нищівної поразки угрупованню промонгольських чиновників при дворі, а також ліквідував юаньське намісництво на північному сході країни та приєднав до Корьо значні території, що їх раніше захопили монгольські війська. В 1369—1370 роках він тричі відряджав військові експедиції на Ляодунський півострів, в результаті яких монголів було остаточно вигнано з того регіону.
Конмин встановив дипломатичні відносини з новою імперією Мін та Японією.
Посаду головного міністра при дворі Конмина отримав буддійський чернець Сіндон, якому вдалось провести земельну реформу, в результаті якої землі та рабів забрали у могутніх кланів та повернули колишнім власникам.
Проте реформам Конмина опирались могутні клани, які орієнтувались на Юань. 1359 року до Корьо вдерлась селянська армія «червоних пов'язок», що в Китаї повстала проти монголів. Одночасно прибережні землі страждали від набігів японських піратів. В умовах зовнішніх нападів зовнішніх ворогів та потужної протидії могутніх кланів всередині країни, продовження реформ стало неможливим. В 1365 під час пологів померла королева Ногук, яка завжди підтримувала вана у всіх його починаннях. Після цього монарх втратив колишній інтерес до управління країною, що дозволило ченцю Сіндону зміцнити свій вплив при королівському дворі. Однак, це спричинило невдоволення аристократії, яка, зрештою, розправилась і з ваном, і з його першим міністром: 1374 року Конмина вбили власні охоронці, сини з заможних і могутніх кланів.
Після смерті Конмина трон зайняв його син У.

## Особисте життя
Хоча стосунки між принцесою Ногук та королем були дуже близькими, їм багато років не вдавалося зачати спадкоємця. Незважаючи на пропозиції взяти другу дружину, король Конмин ігнорував ці прохання. Також відомо, що король вступав у педерастичні стосунки з кількома придворними «катамітами» (хлопчиками-підлітками), або «чаджеві», імена п'яти з яких відомі: Хон Юн, Хан Ан, Квон Чін, Хон Кван та Но Сон.

## У культурі
Конмин — головний персонаж дорами «Віра» (2012). Роль Конмина зіграв південнокорейський актор Рю Док Хван.